# Rahsaan Roland Kirk
Rahsaan Roland Kirk (Columbus, Ohio, 7 augustus 1936 – Bloomington, Indiana, 5 december 1977) was een Amerikaans multi-instrumentalist, vooral bekend om zijn vermogen meerdere saxofoons of fluiten tegelijk te bespelen.
Kirks instrumentarium bestond uit alles wat hij te pakken kon krijgen, onder meer de:
- tenorsaxofoon
- stritch (een Spaanse variant op de saxofoon, uit het begin van de 20e eeuw)
- manzello (een Spaanse variant op de saxofoon, uit het begin van de 20e eeuw)
- dwarsfluit
- klarinet
- Engelse hoorn
- neusfluit
- politiefluit, evenals allerlei andere fluitjes, die Kirk ook uitdeelde
- gong
- piano
- tamboerijn en aanverwante ritme-instrumenten
- schelpen, om op te blazen

Kirk speelde weinig in andermans bands, maar brak door als side-man bij Charles Mingus. Hij speelde onder meer met McCoy Tyner, John Coltrane en Quincy Jones. Kirk kreeg in 1975 een beroerte die hem gedeeltelijk verlamde, waarna hij nog slechts twee saxofoons tegelijk bespeelde. In 1977 overleed hij aan de gevolgen van een tweede beroerte.

## Discografie
- Triple Threat (1956)
- Introducing Roland Kirk (1960)
- Kirk's Work (1961)
- We Free Kings (1961)
- Domino (1962)
- Reeds & Deeds (1963)
- The Roland Kirk Quartet Meets the Benny Golson Orchestra (1964)
- Kirk in Copenhagen (1964)
- Gifts & Messages (1964)
- I Talk with the Spirits (1964)
- Slightly Latin (1965)
- Rip, Rig and Panic (1965)
- Here Coems the Whistleman (1965, livealbum)
- Now Please Don't You Cry, Beautiful Edith (1967)

- The Inflated Tear (1967)
- Left & Right (1968)
- Volunteered Slavery (1969)
- Rahsaan Rahsaan (1970)
- Natural Black Inventions: Root Strata (1971)
- Blacknuss (1971)
- A Meeting of the Times (1972)
- Prepare Thyself to Deal with a Miracle (1973)
- Bright Moments (1973, livealbum)
- The Case of the 3 Sided Dream in Audio Color (1975)
- Other Folk's Music (1976)
- The Return of the 5000 Lb. Man (1976)
- Kirkatron (1977)
- Boogie-Woogie String Along for Real (1977)

## Varia
- In het najaar van 2011 toerde de Nederlandse acteur John Buijsman met de op het leven van Kirk gebaseerde voorstelling Het Alziend Oor, waarvoor Jules Deelder teksten schreef.

- Biblioteca Nacional de España: XX1587886
- Bibliothèque nationale de France: cb13896022k (data)
- CiNii: DA16010761
- Gemeinsame Normdatei: 120599945
- International Standard Name Identifier: 0000 0000 8394 3098
- Library of Congress Control Number: n81139490
- MusicBrainz: 4a1f7fe0-e509-4c4a-9fa1-9cf6c3ca891c
- Bibliotheek van het Japanse parlement: 00988334
- Nationale Bibliotheek van Tsjechië: osa2014848380
- Nationale Bibliotheek van Israël: 987007334586105171
- Nederlandse Thesaurus van Auteursnamen: 098555375
- Istituto Centrale per il Catalogo Unico: LO1V267458
- SNAC: w6d8382n
- Système universitaire de documentation: 067828094
- Virtual International Authority File: 74037985
- WorldCat: E39PBJqw4B8WvR66WHkwhJgFrq